# Bielefelder Philharmoniker

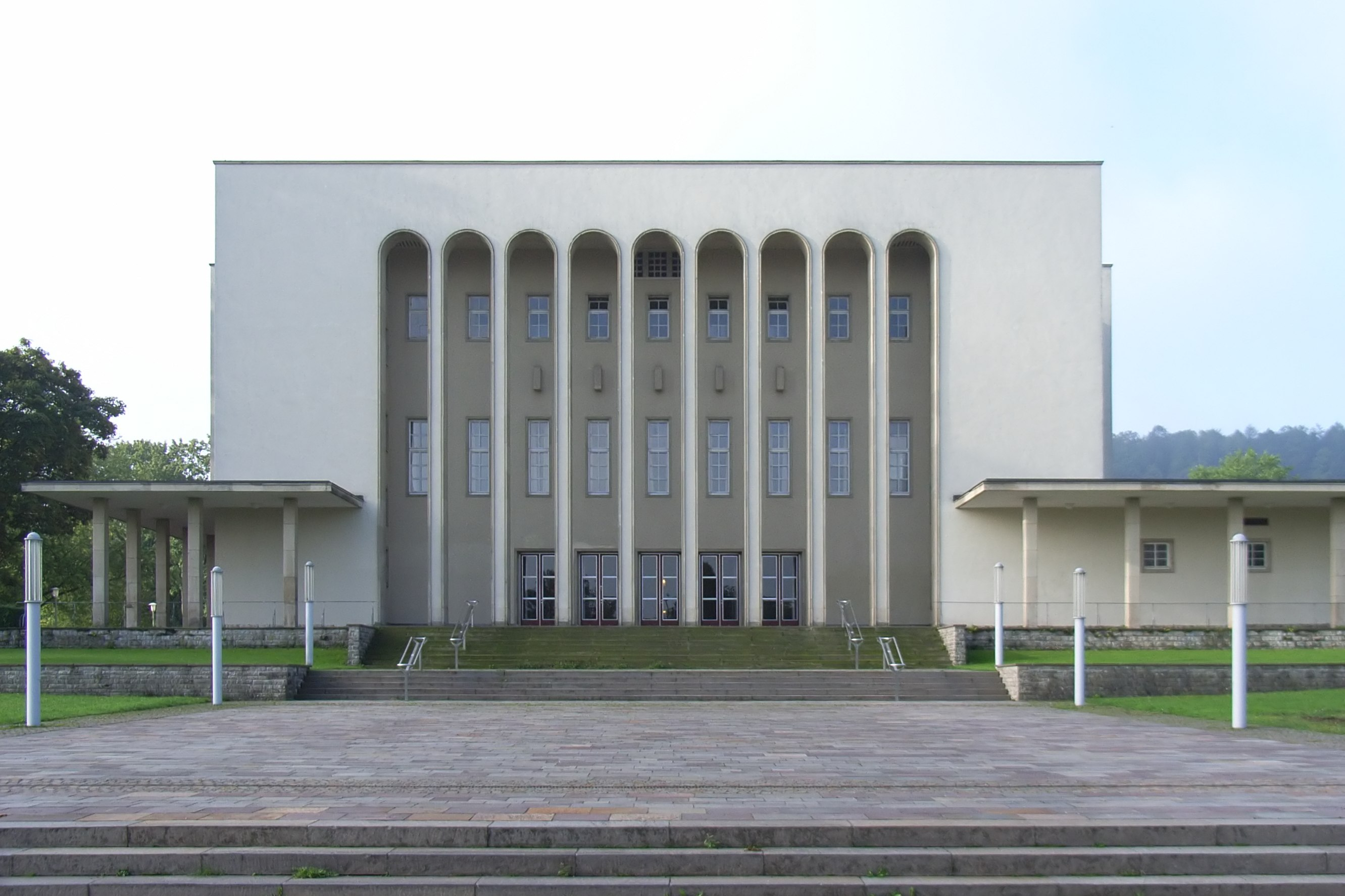
Hauptspielstätte der Philharmoniker: Die Rudolf-Oetker-Halle (2006)

Die Bielefelder Philharmoniker und das Theater Bielefeld bilden zusammen die „Bühnen und Orchester der Stadt Bielefeld“. Das Orchester wird seit der Spielzeit 2010/11 von Generalmusikdirektor Alexander Kalajdzic geleitet. Seit 2018 ist die Rudolf-Oetker-Halle feste Spielstätte der  Bielefelder Philharmoniker  und somit eines der drei Häuser der Bühnen und Orchester der Stadt Bielefeld.

## Profil
Die Bielefelder Philharmoniker geben Symphonie- und Kammerkonzerte, sind an Open-Air- und Crossover-Veranstaltungen beteiligt und gestalten die Sparte Musiktheater am Theater Bielefeld mit. Neben der fest etablierten Symphoniekonzertreihe in der Rudolf-Oetker-Halle finden außerdem das inzwischen zur Tradition gewordene Neujahrskonzert und gemeinsame Konzerte unter anderem mit dem Musikverein und dem Oratorienchor Bielefeld regelmäßig statt. Hauptspielort ist die Rudolf-Oetker-Halle und der Orchestergraben des Theaters Bielefeld.
Das Kinder- und Jugendprogramm enthält die Reihe Musik voll fett ;-) Kinderkonzerte im Stadttheater, Jugendkonzerte in der Oetker-Halle, Workshops sowie das Programm Orchester macht Schule, bei welchem die Orchestermusiker zu Gast in Schulen sind. Bei Probenbesuchen und Jugendkonzerten können Kinder und Jugendliche zwischen den Musikern sitzen (Ins Orchester getaucht). Besondere Veranstaltungen sind die Open-Air-Konzerte wie Picknick trifft Klassik im Naturbad Bielefeld-Brackwede, Konzerte am Meierteich oder erstmals im Sommer 2015 in der JVA Senne bei Kultur im Knast. In den Jahren 2011 bis 2014 spielte das Orchester die Crossover-Konzerte Classic meets Pop, auf der Bühne der Seidenstickerhalle sowie in der Stadthalle Bielefeld. Für Musikliebhaber werden Konzertabonnements für die Reihe der Symphonie- sowie Kammerkonzerte angeboten, die exklusive Veranstaltungen wie Führungen und Probenbesuche beinhalten.
Die Bielefelder Philharmoniker haben sich das Motto gesetzt, der „Klang der Stadt“ zu sein. Das Orchester zählt 67,5 Mitglieder (Stand: März 2015). In der Saison 2012/2013 besuchten rund 20.750 Kunden die Konzerte, weitere 47.600 sahen sich Vorstellungen des Musiktheaters im Stadttheater an. Von den 625 Vorstellungen des Theaters Bielefeld waren 105 Musiktheatervorstellungen, dazu kamen 44 weitere Konzerte der Bielefelder Philharmoniker.

## Geschichte

### 1890 bis 1899
Bereits in den 1860er Jahren gab es eine Stadtkapelle, die von Musikdirektor Rossbach geleitet wurde und aus Laienmusikern bestand. Gespielt wurde hauptsächlich bei Hochzeiten, Beerdigungen und Taufen. 1884 schrieben Bürger in einer Petition an den Magistrat: „Soll – so darf man fragen – soll Bielefeld, das sonst stets in der Pflege idealer Interessen anderen Orten vorausgegangen ist, dass früherhin insbesondere auch seines reichen musikalischen Lebens und seiner musikalischen Leistungen sich rühmen durfte, in Zukunft auf diesem Gebiete dauernd hinter der kleineren Nachbarstadt (gemeint ist Hamm) zurückstehen?“
Nach einigen Diskussionen beschloss die Stadtverordnetensammlung in Bielefeld am 12. Dezember 1890, ein Städtisches Orchester mit 36 Musikern zu gründen. Der seit 1820 bestehende Musikverein trug 40.000 Goldmark Sponsorengelder dazu bei, weitere 10.000 Goldmark pro Jahr sagte die Stadt zu.

### 1900 bis 1909
1901 wurde das Städtische Orchester offiziell gegründet. Der erste Städtische Musikdirektor war Wilhelm Lamping, zugleich Leiter des Musikvereins, heute Musikverein der Stadt Bielefeld e.V. Er teilte sich die Dirigate mit dem Kapellmeister Traugott Ochs. Da das Orchester noch nicht besonders groß war, halfen bei umfangreicheren Konzerten die Musiker der Münsteraner Militärkapelle aus. Bei dem ersten Konzert am 3. Mai 1901 auf dem Johannisberg spielte das Städtische Orchester Webers Oberon, Wagners Tannhäuser-Ouvertüre, Massenets Scènes pittoresques und Beethovens 5. Sinfonie. Da es noch keinen eigenen Konzertsaal gab, gastierten die Musiker in Brinkmanns Tonhalle, Remkes Theatersaal, Rademachers Garten oder auf dem Johannesberg. Seit 1904 konnte das Orchester im neuen Theaterbau auftreten. Max Cahnbley wurde 1907 der Nachfolger von Traugott Ochs.

### 1910 bis 1919
Die Anzahl der Orchestermitglieder erhöhte sich auf 44. Durch eine Kooperation mit Herford und der Einstellung von Aushilfen konnten für wichtige Konzerte bis zu 75 Musiker engagiert werden. Bekannte Dirigenten wie Felix Weingartner und Siegfried Wagner waren in Bielefeld zu Gast. Das Theater Bielefeld integrierte in dieser Zeit Opern in den Spielplan.

### 1920 bis 1929
1921 hatte das Theater Bielefeld mit einer ersten großen finanziellen Krise zu kämpfen. Auch das Orchester sollte sparen und zu diesem Zweck auf 38 Musiker verkleinert werden. Die Änderung wurde aber abgewendet.

### 1930 bis 1939
Am 31. Oktober 1930 bekam das Städtische Orchester mit der Einweihung der Rudolf-Oetker-Halle einen eigenen Konzertsaal. Der Bau wurde unter anderem durch eine Spende von Caroline Oetker, der Frau des Firmengründers August Oetker, ermöglicht und durch Wilhelm Lamping maßgeblich vorangetrieben. Letzterer erlebte die Einweihung des Konzertsaals nicht mehr mit, da er am 7. September 1929 starb. 1930 wurde der Komponist Heinrich Kaminski Städtischer Musikdirektor und blieb bis 1933 in dieser Position, die daraufhin Werner Gößling übernahm. In den folgenden Jahren nahm das Städtische Orchester jeweils im Sommer an den Richard-Wagner-Festspielen in Detmold teil. Weil Kaminski, der weiterhin Musikvereinsdirigent war, gegen die Nationalsozialisten war, geriet er in Gegnerschaft zu seinem Nachfolger Gößling, die sich durch Attacken in der Presse äußerte. 1937 wurde Kaminski entlassen, zwei Jahre später wurden seine Werke aufgrund seiner jüdischen Abstammung in Deutschland verboten. Werner Gößling leitete von bis 1939 das Städtische Orchester und die Oper. 1935 wurde der Musikverein städtisch.

### 1940 bis 1949
Nach Werner Gößling, der 1939 zum Wehrdienst einberufen wurde, trat 1939 bis 1949 Hans Hoffmann an die Stelle des Städtischen Musikdirektors und Oberspielleiter der Oper, nachdem er zuvor Leiter des städtischen Musikvereins gewesen war. Nach Hans Hoffmann musste das Orchester zwei Jahre lang ohne einen Musikdirektor auskommen. Gastdirigenten in dieser Zeit waren unter anderem Fritz Lehmann, Romanus Hubertus, Georg Ludwig Jochum u. a. Die Oper leitete Carl Schmidt-Belden.

### 1950 bis 1959
In der Zeit des Städtischen Musikdirektors, später Generalmusikdirektors Bernhard Conz (1951 bis 1974) vergrößerte sich das Orchester auf zunächst 54 und später auf 59 Musiker, auch fand für das Orchester eine Höhergruppierung von der III. Tarifklasse in die II. Tarifklasse statt. Es kam ein neuer Orchesterprobenraum hinzu. Das Orchester hatte Gastspiele in mehreren europäischen Städten. Bernhard Conz legte seinen Fokus auf die Sinfoniekonzerte und die große Oper, die Musikvereinskonzerte gab er 1951 an Michael Schneider ab.

### 1960 bis 1969
1960 erhielt Bernhard Conz den städtischen Kulturpreis der Stadt Bielefeld für seine „bedeutende (…) musikalische (…) Aufbauarbeit“. 1968 erfolgte die Umbenennung des Städtischen Orchesters in Philharmonisches Orchester der Stadt Bielefeld mit einer Erweiterung des Orchesters durch eine zusätzliche Hornposition. Dies wurde durch den Hornisten Holger Lieberich besetzt, der 1969 zur Staatsoper Hannover wechselte.

### 1970 bis 1979
Unter der Generalmusikdirektion von Georg Wilhelm Schmöhe, die von 1974 bis 1980 dauerte, fanden mehrere Kinder- und Jugendkonzerte statt. Außerdem widmete er sich Erst- und Uraufführungen und integrierte vernachlässigte Werke französischer und russischer Komponisten ins Programm. 1978 gründete Hanns Bisegger eine nach ihm benannte Stiftung zur Pflege der Musik in Bielefeld. Der Bielefelder Textilkaufmann und Bekleidungsfabrikant starb 1985. Bis zur Saison 2013/14 konnten durch die Hanns-Bisegger-Stiftung 82 Produktionen des Musiktheaters und 66 Konzerte der Philharmoniker gefördert werden.

### 1980 bis 1989
In den 1980er Jahren brachte Generalmusikdirektor Rainer Koch unter anderem vergessene Werke aus der Weimarer Republik wieder auf die Bühne.

### 1990 bis 1999
Mit Peter Kuhn übernahm 1998 ein Mann die Stelle des Generalmusikdirektors, der seinen Fokus auf selten gespielte Werke, junge Künstler und bekannte Solisten legte. Eine Besonderheit stellt bis heute die Mitwirkung der Bielefelder Philharmoniker am Film+MusikFest dar, bei welchem das Orchester die Filmmusiken live zu gezeigten Stummfilmen spielte. In diesen Jahren wurde außerdem das Kinder- und Jugendprogramm erweitert. Neben der Rudolf-Oetker-Halle und dem Theater kamen mit der Universität Bielefeld, dem Naturbad Brackwede, der Stadthalle und den Kirchen der Stadt weitere Spielorte hinzu.

### 2000 bis 2009
1999/2000 zeichnete der Verband der deutschen Musikverleger den damaligen Generalmusikdirektor Peter Kuhn und sein Orchester mit dem Preis für das beste Konzertprogramm aus. Im Mai 2001 folgte die Jubiläumsfeier zum 100-jährigen Bestehen. Ebenfalls 2001 startete das Musikvermittlungsprogramm Musik voll fett ;-) für Kinder und Jugendliche mit einer Orchesterolympiade. Schon vorher hatte es Kinderkonzerte gegeben, doch wurde ab 2001 die Konzertpädagogik, die eng mit der Theaterpädagogik verbunden ist, intensiver betrieben.

### 2009 bis heute
Seit der Saison 2010/11 ist Alexander Kalajdzic Generalmusikdirektor. 2011 gestalteten die Bielefelder Philharmoniker das erste Mal das Crossover-Konzert Classic meets Pop mit. 2013 wurde in der Rudolf-Oetker-Halle die CD Maurice Ravel – Orchestral Works aufgenommen.
Das Ziel der Bielefelder Philharmoniker für die Konzertsaison 2015/16 war, Jugendliche und Studenten stärker anzusprechen. Das sollte unter anderem durch eine Kooperation mit Studenten des Fachbereiches Musikjournalismus der TU Dortmund geschehen. Konzerte wie das Eröffnungskonzert zum Semesterstart der Universität Bielefeld, das Präsentieren junger Solisten in der Reihe der Symphoniekonzerte und das Musikfest zur Saisoneröffnung für alle Altersklassen sollten klassische Musik für neue Besucher zugänglich machen. Ebenso sollten neue Medien in sozialen Netzwerken und auf der Internetseite der Philharmoniker verstärkt eingesetzt werden.

## Spielstätten
- Rudolf-Oetker-Halle, Lampingstr. 16, 33615 Bielefeld
- Stadttheater Bielefeld, Niederwall 27, 33602 Bielefeld
- Gastkonzerte in der Universität Bielefeld, der Stadthalle, in Stadtbezirken wie Bethel oder Brackwede sowie in umliegenden Städten wie Bad Oeynhausen oder Halle

## Förderer
Der Verein Theater- und Konzertfreunde e. V. („Thekos“) setzt sich in Bielefeld für Theater- und Konzertaufführungen ein und unterstützt auch die Bielefelder Philharmoniker, indem er Veranstaltungen zur Begegnung von Künstlern und Publikum, Konzerteinführungen und das Programm ThekoJung anbietet. Kulturpartner der Bielefelder Philharmoniker ist der WDR. Weitere Förderung kommt dem Orchester unter anderem durch die Hanns-Bisegger-Stiftung und die Firma Böllhoff zu.

## CD-Aufnahmen
- Ernst Krenek Der Sprung über den Schatten: Thomas Brüning, Lynda Kemeny, Susan Maclean, Diana Amos, John Pflieger, Ulrich Neuweiler, Jörg Dürmüller, Chor der Oper Bielefeld, Bielefelder Philharmoniker, David de Villiers; cpo 999 082-2, 1990
- Louis Spohr Faust: Michael Vier, Eelco von Jordis, William Pugh, Diane Jennings, Ion Bric, Claudia Taha; Bielefeld Opera Chorus, Chor der Oper Bielefeld, Bielefelder Philharmoniker, Geoffrey Moull; cpo 999 247-2, 1993
- Viktor Ullmann Der Sturz des Antichrist: Ulrich Neuweiler, Richard Decker, William Oberholzer, Louis Gentile, Monte Jaffe, Lassi Partanen, Chor der Oper Bielefeld, Bielefelder Philharmoniker, Rainer Koch; cpo 999 321-2, 1996
- Theo Loevendie Esmée: Margaret Thompson, William Oberholtzer, Luca Martin, Monte Jaffe, Ulrich Neuweiler, Maja Tabatadze, Nikolaus Bergmann, Chor der Oper Bielefeld, Bielefelder Philharmoniker, Geoffrey Moull; Donemus CV 74/75, 1998
- Maurice Ravel Orchestral Works: Bielefelder Philharmoniker; Musikproduktion Dabringhaus und Grimm, 2013[2]